# بريد عدن

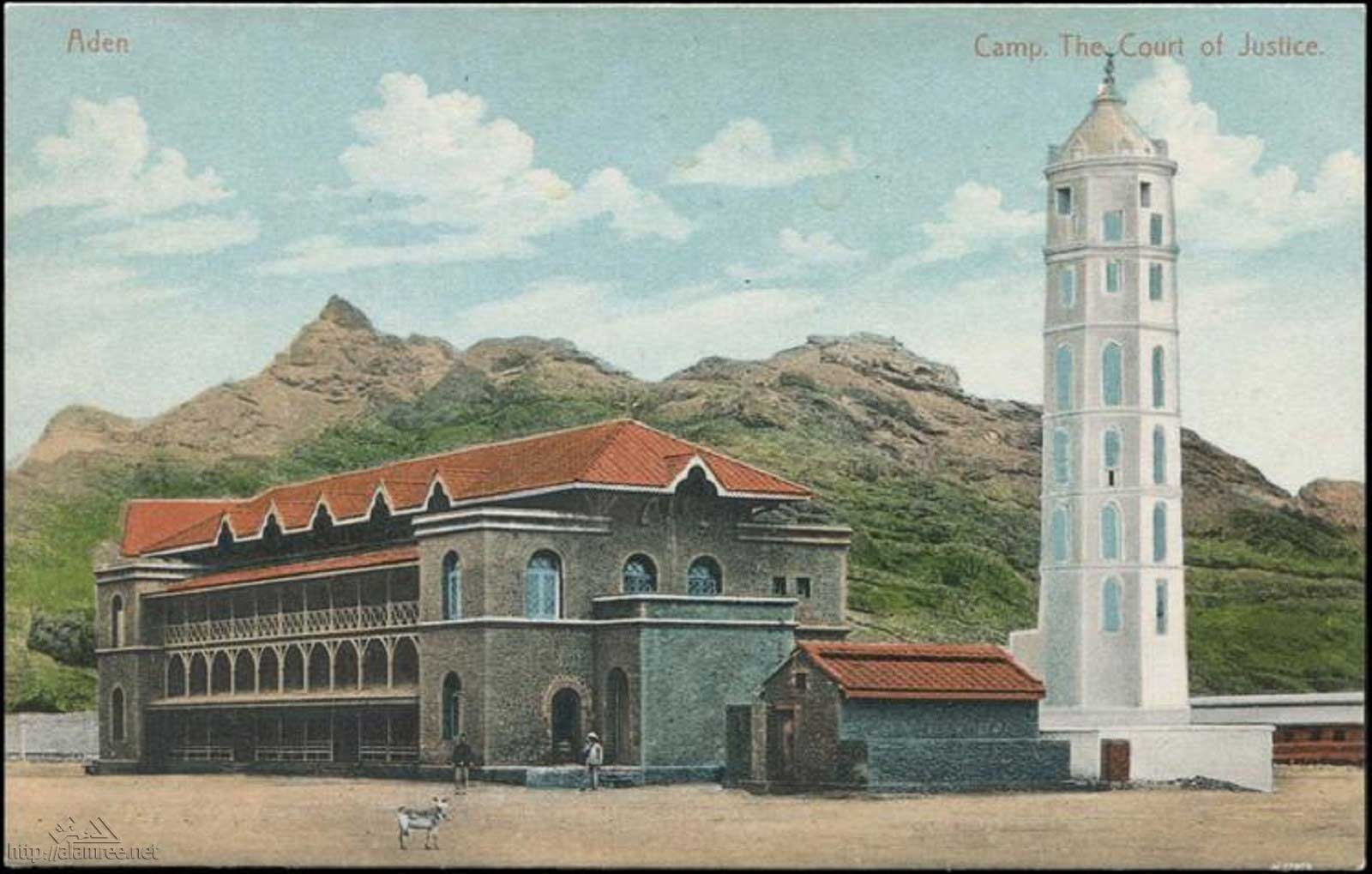
مبنى البريد بجانب منارة عدن.

بريد عدن عرفت عدن البريد منذ 15 يونيو 1839 أي بعد سنة من الاحتلال البريطاني، برغم أن مكتب البريد الرسمي لم يدشن إلا عام 1857.
اُستخدم في عدن الطوابع البريدية لكل من بريطانيا والهند إلى أن صارت تسمى مستعمرة عدن في 1 أبريل 1937.
موقع عدن الاستراتيجي جعل منها ميناء مشهور ومحطة مشهورة أيضاً لتبادل البريد من المحيط الهندي إلى أوروبا من بداية ظهور الطوابع.
برغم أن طوابع هذه المرحلة لم تحمل أي إشارة مميزة، لكن استخام الرقم 124 كرمز بريدي ينسب لعدن كجزء من النظام العددي البريدي الهندي.
ثم عندما أنشأ البريطانيون مستعمرة عدن عام 1937 أصبح لها مجموعات من الطوابع البريدية التي تحتوي على صور ويطبع اسم عدن (بالإنجليزية: Aden) عليها.
في العام 1939 اصدرت مجوعة بريدية جديدة تحتوي على صورة للملك جورج السادس، لكن سلاطين حضرموت -الذين كانوا تحت مظلة محمية عدن التي تسيطر عليها بريطانيا منذ ثمانينات القرن التاسع عشر- رفضوا ذلك ولهذا اصدرت بريطانيا مجوعة بريدية منفصلة في عام 1942، ولكنهذه المرة مع إدراج عبارة وصور تعبر عن السلطنة الكثيرية في سيؤن والسلطنة القعيطية في الشحر والمكلا -صارت لاحقاً السلطنة القعيطية في حضرموت- إضافة لصور السلاطين.

## معرض الصور
| - طابع عدني بقيمة آنتين ونصف للسلطان الكثيري عام 1942 - طابع عدني بقيمة آنتين ونصف للمكلا مع جورج السادس - طابع عدني يقيمة شلنجين عام 1951 - طابع عدني بقيمة 5 روبيات - طابع عدني بقيمة 10 روبيات عام 1939 - مجوعة بريدية عام 1939 - طابع عدني بقيمة20 شلن عام 1953 - طابع عدني بقيمة آنتين للسلطنة القعيطية عام 1942 - طابع عدني بقيمة نصف آنة عام 1937 |